# Дніпропетровське музичне училище імені Михайла Глінки
Дніпропетровське музичне училище імені Михайла Глінки — вищий навчальний заклад Дніпра I та II рівня акредитації. З 2006 року є структурною одиницею Дніпропетровської консерваторії, офіційна повна назва — Відокремлений структурний підрозділ «Фаховий музичний коледж» комунального вищого навчального закладу «Дніпропетровська академія музики ім. М.Глінки» Дніпропетровської обласної ради"

## Історія
У червні 1898 року головна Дирекція Імператорського Російського Музичного Товариства дозволила відкрити Катеринославське відділення ІРМТ з музичними класами при ньому, що й стало початком заснування Катеринославського музичного училища. Директором навчального закладу був призначений Дмитро Петрович Губарєв. Викладачами музичних класів були випускники Санкт-Петербурзької консерваторії. У перший навчальний рік освіту почали здобувати 62 учні. Навчання було платним: річна плата — 100 карбованців.
У травні 1901 року відбулася реорганізація музичних класів у музичне училище. У вересні того року було відкрите музичне училище з науковими класами. Кількість учнів зросла до 135.
За часів Української Народної Республіки училище вже давало можливість оволодіти практично всіма музичними інструментами, а кількість учнів становила майже 1000 осіб. 1918, не зважаючи на складну військову обстановку, на базі училища була створена консерваторія, директором якої у 1920–1922 роки був співак Михайло Михайлович Енгель-Крон.
1923 року окупаційна влада комуністичної Росії провела реорганізацію навчальних закладів. Катеринославська училище перетворена у музично-театральний технікум із статусом вищого навчального закладу. 1930 технікум втратив статус вищого навчального закладу, а 1937 року став музичним училищем з правами середнього спеціального навчального закладу.
Під час німецько-радянської війни училище продовжувало працювати, але частина була вивезена комуністами у Тобольськ Омської області (нині Тюменська область), де продовжувало свою роботу. 1943 сибірська частина колективу училища переведена знову у Дніпро.
21 грудня 1948 Радою міністрів УРСР училищу присвоєне ім'я російського композитора Михайла Глінки, який ніяк не був пов'язаний із Дніпром.

## Після відновлення державної самостійності України
22 березня 2006 училище реорганізоване в консерваторію. Училище стало його частиною. Ім'я патрона Консерваторії так і не було змінено. У 2010-х училище було перейменовано на «коледж», а з 2019 до назви закладу було додано прикметник «фаховий».

## Перелік спеціальностей
- Фортепіано
- оркестрові струнні інструменти
- оркестрові духові та ударні інструменти
- народні інструменти
- спів
- хорове диригування
- теорія музики

## Відомі викладачі
- Варивода Петро Семенович
- Шпак Микола Олексійович

## Відомі вихованці
- Артеменко Людмила Михайлівна — радянська і українська естрадна співачка. Заслужена артистка УРСР (1979).
- Бялик Михайло Григорович
- Конощенко Володимир Федорович
- Олександр Таранець (1924—1998) — український співак (баритон). Народний артист УРСР (1984)
- Ольга Лукачова
- Митрополит ПЦУ Адріан (Старина)